# Atte Meretoja
Atte Kalevi Meretoja, född 30 maj 1912 i Salo, död 2 januari 1975, var en finländsk kemist. 
Meretoja blev student 1931, filosofie kandidat 1943 samt filosofie licentiat och filosofie doktor 1945. Han var e.o. assistent vid Helsingfors universitet 1936–1943, assistent 1944–1948, docent 1947–1948 och professor i oorganisk kemi vid Åbo universitet 1948–1975. Han var dekanus för matematisk-naturvetenskapliga fakulteten 1956–1963. Han var timlärare i kemi vid Suomen liikemiesten kauppaopisto 1945–1947, biträdande lärare vid Åbo universitet 1946 och vid Tekniska högskolan i Helsingfors 1947–1948. Han var sekreterare i Centralrådet för Finlands kemister 1946–1948, ordförande 1962, sekreterare i Suomalaisten kemistien seura 1946–1948 och medlem i Medicinalstyrelsens vetenskapliga råd. Han skrev Zur Theorie der Indikatorgleichgewichte (akademisk avhandling, 1944), Kemiallisia laskutehtäviä (1948) och ett antal arbeten inom oorganisk och fysikalisk kemi.